# Grad Garešnica
Grad Garešnica är en stad i Kroatien.   Den ligger i länet Bjelovar-Bilogoras län, i den östra delen av landet, 80 km öster om huvudstaden Zagreb.